# Linka Hanzómon

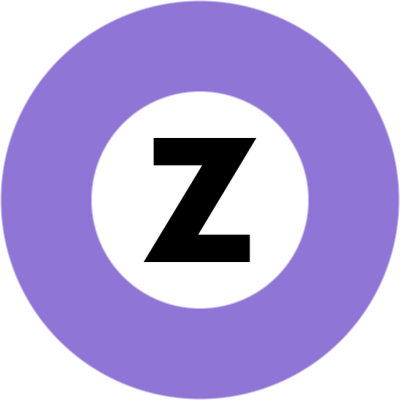
Logo linky Hanzómon

Linka Hanzómon (japonsky v kandži 半蔵門線 v hiraganě はんぞうもんせん) je linka tokijského metra spojující nádraží Šibuja a Ošiage. Má čtrnáct zastávek a její první úsek byl otevřen 1. 8. 1978. Její barva je fialová a značí se velkým písmenem Z (písmena H, A, a N jsou už obsazená linkami Hibija, Asakusa a Namboku). Patří soukromé společnosti Tokyo Metro. Je dlouhá 16. 8 km. Úsek mezi nádražími Šibuja a Nagatačó jede společně s linkou metra Ginza.

## Trough services
Tímto anglickým výrazem znamenajícím "prostřednictvím služeb" se u tokijského metra označuje, když některé soupravy z nějakého nádraží (nejčastěji konečné zastávky) pokračují v nadzemní jízdě pod jiným dopravcem. Linka Hanzómon takto pokračuje ze stanice Šibuja jako linka Tókjú Den-en-toši soukromé společnosti Tókjú až do stanice Čúó-rinkan. Z Ošiage pokračuje jako linka Tóbu Skytree soukromé společnosti Tóbu až na nádraží Tóbu-dóbucu-kóen. Odtamtud pokračuje pod stejným dopravcem (Tóbu) jako linka Tóbu Isesaki na nádraží Kuki nebo jako linka Tóbu Nikkó do Minami-Kurihaši (téže pod dopravcem Tóbu).

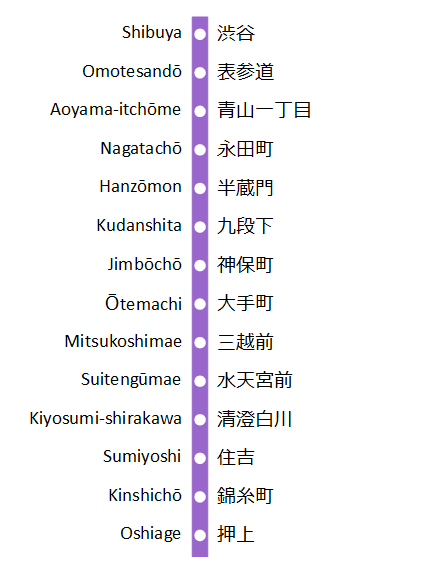
Seznam zastávek linky Hanzómon

## Zastávky
- Šibuja, přestup na linky metra Ginza a Fukutošin společnosti Tokyo Metro, linky Jamanote, Saikjó a Šónan-Šindžuku společnosti JR East,  linku Keió Inokašira soukromé společnosti Keió a linky Tókjú Tojoko a Tókjú Den-en-toši soukromé společnosti Tókjú
- Omote-sandó, přestup na linky metra Čijoda a Ginza společnosti Tokyo Metro
- Aojama-itčóme, přestup na linku metra Ginza společnosti Tokyo Metro a linku metra Óedo společnosti Tóei
- Nagatačó, přestup na linky metra Marunouči, Namboku, Ginza a Júrakučó společnosti Tokyo Metro
- Hanzómon, bez přestupu
- Kudanšita, přestup na linku metra Tózai společnosti Tokyo Metro a linku metra Šindžuku společnosti Tóei
- Džimbočo, přestup na linky metra Šindžuku a Mita společnosti Tóei

- Ótemači, přestup na linky metra Čijoda, Tózai a Marunouči společnosti Tokyo Metro a linku metra Mita společnosti Tóei

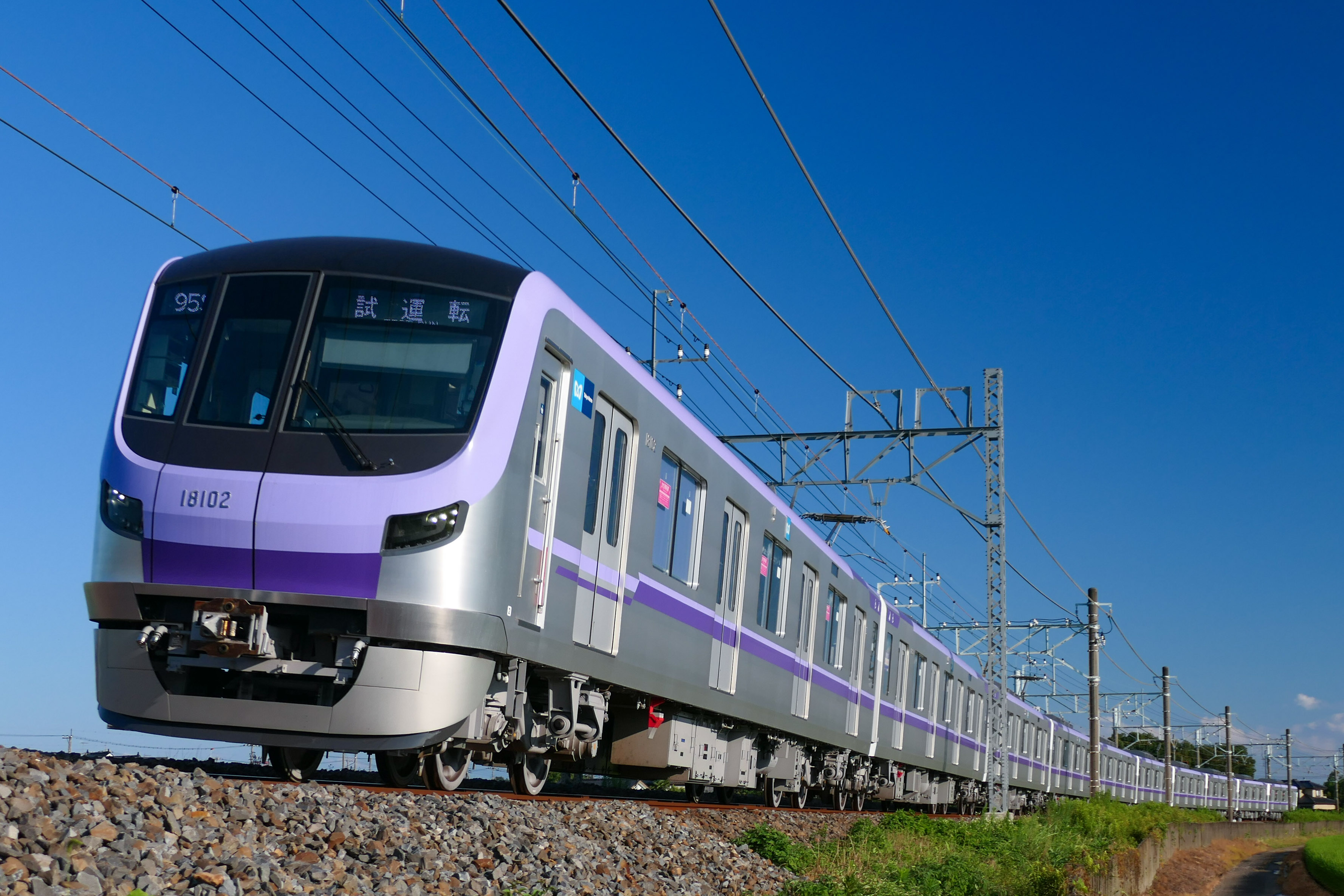
Souprava linky Hanzómon

- Micukošimae, přestup na linku metra Ginza společnosti Tokyo Metro a linku Jokosuka společnosti JR East

- Suitengúmae, přestup na linku metra Hibija společnosti Tokyo Metro a linku metra Asakusa společnosti Tóei
- Kijosumi-širakawa, přestup na linku metra Óedo společnosti Tóei
- Sumijoši, přestup na linku metra Šindžuku společnosti Tóei
- Kinšičó, přestup na linky Čúó-Sóbu a  společnosti JR East
- Ošiage, přestup na linku metra Asakusa společnosti Tóei, linku Keisei Ošiage soukromé společnosti Keisei a linky Tóbu Skytree, Tóbu Isesaki a Tóbu Nikkó soukromé společnosti Tóbu